# Rachel Khoo
Rachel Khoo (* 28. August 1980 in Croydon, London) ist eine britische Köchin, Autorin und Fernsehmoderatorin mit einer – in der BBC ausgestrahlten – eigenen Kochsendung namens The Little Paris Kitchen.

## Leben und Karriere
Khoo ist die Tochter eines chinesischstämmigen Malaysiers und einer Österreicherin. Nach einem Studium am Central Saint Martins College of Art and Design arbeitete sie kurzzeitig in der Modeindustrie als PR-Mitarbeiterin.
Anschließend ging Khoo nach Paris, wo sie einen dreimonatigen Pâtissier-Lehrgang im Le Cordon Bleu absolvierte. In dieser Zeit arbeitete sie als Au-pair, als Buchhändlerin in dem Kochbuchladen 'La Cocotte' und gab erste Backkurse. Sie schrieb ihre ersten zwei Kochbücher auf Französisch. Diese wurden bei Marabout veröffentlicht. Ihr drittes Buch The little Paris Kitchen schrieb sie auf Englisch und begann 2012 mit einer namensgleichen Kochsendung in der BBC. Es folgten weitere Bücher und Kochsendungen.

## Publikationen
- Barres à céreales, muesli et granola maison
- Pâtes à tartiner
- Paris in meiner Küche
- Meine französische Küche
- Schweden in meiner Küche